# Centre d'hébergement et de soins de longue durée
Un centre d'hébergement et de soins de longue durée (ou CHSLD) est un établissement de soins de longue durée dans le système de santé au Québec pour personnes âgées qui nécessitent des soins de santé réguliers.

## Fonctionnement
Dès que l’état d’une personne exige des soins de santé réguliers, celle-ci doit être transférée dans un CHSLD. Les CHSLD se divisent eux-mêmes en trois catégories : les CHSLD privés, les CHSLD privés conventionnés et les CHSLD publics. Dans tous les cas, les personnes hébergées doivent payer pour ces soins, même les personnes à très faible revenu.
Bien qu’ils soient financés par l’État, les CHSLD privés conventionnés sont administrés par le secteur privé. Selon une étude, le coût global par jour de présence serait environ 12 % plus élevé dans un CHSLD public que dans un CHSLD privé conventionné. Ainsi, la gestion privée des établissements pourrait faire réaliser au trésor public des économies de 30 millions de dollars par année.

## Enjeux de santé et de gouvernance

### Obtention d'une place
L'obtention d'une place en CHSLD est un grand problème au Québec, les demandes sont très élevées, en raison du vieillissement de la population québécoise. L'attente peut s'échelonner jusqu'à deux ans .

### Bains
Les résidents des CHSLD ont beaucoup de difficulté à recevoir des bains en raison du manque chronique de préposés aux bénéficiaires, qui sont traditionnellement sous-payés.

### Cadre alimentaire
Le cadre alimentaire des CHSLD a souvent été critiqué comme contribuant aux problèmes de dénutrition des aînés en hébergement. Des normes minimales ont été proposées par le ministère.

### Climatisation
Plusieurs CHSLD ne possèdent pas de systèmes de climatisation, y compris lors de canicules. Faute de contributions suffisantes de l'État, des citoyens ont lancé de leur propre initiative des campagnes de dons de climatiseurs.

### Pénurie de main-d'œuvre
Avant la pandémie de Covid-19, le manque de personnel dans les centres d’hébergement de soins de longue durée était une réalité reconnue et documentée. Cette situation affecte la qualité de services offerts aux personnes habitant en centres d’hébergement de soins à longue durée.
Selon certains acteurs du milieu de la santé: « La pénurie dans les centres hospitaliers pour soins à longue durée provient d’abord d’un choix de société, ensuite d’une structure organisationnelle lourde ».
Le premier ministre, François Legault, a tenté d’avoir plus de main-d'œuvre en centre d’hébergement de soins à longue durée en ayant une entente avec les syndicats . En janvier 2022, les ministres Christian Dubé, Jean Boulet et Sonia LeBel annoncent des mesures pour inciter le personnel à prendre plus de quarts de travail supplémentaires. Des mesures de santé, de sécurité et de mieux-être ont été implantées, ainsi que des mesures administratives et des incitatifs financiers.

### Mortalité élevée lors de la pandémie de Covid-19

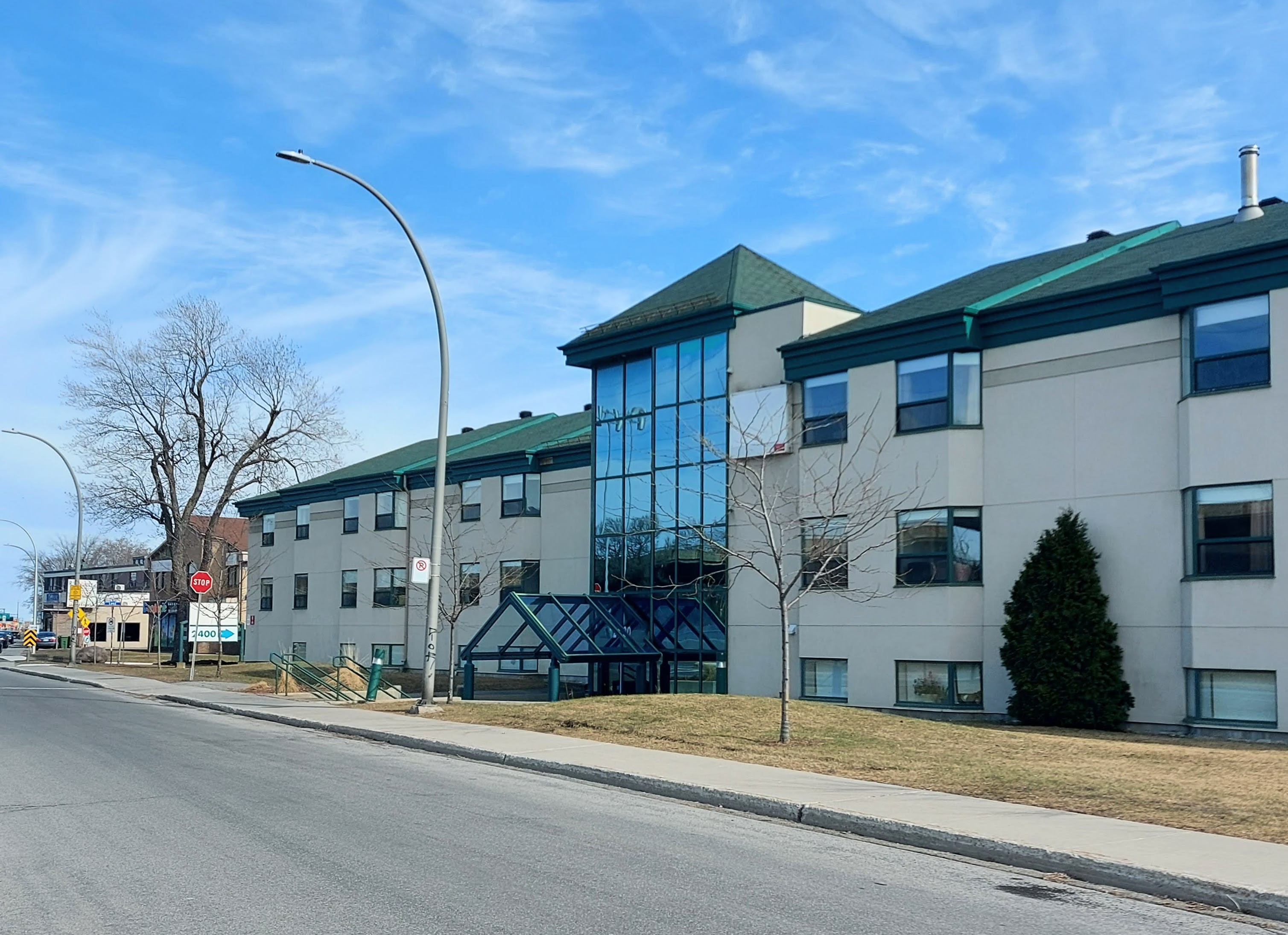
CHSLD Herron à Dorval

Lors de la pandémie de Covid-19, il a été décidé de déplacer des malades ne nécessitant plus de soins aigus vers les CHSLD. De plus, pendant la pandémie, le gouvernement a fait appel à des agences de placement pour gérer le personnel et a toléré le mouvement d'employés entre plusieurs établissements et entre les zones infectées et non infectées. Ces décisions ont été critiquées comme contribuant au taux de mortalité élevé  lié à la Covid-19 dans les CHSLD.